# Плаја (Кукуш)
Плаја (грч. Πλαγιά) је насељено место у општини Кукуш у периферији Средишња Македонија, Грчка. Према попису из 2021. године било је 288 становника.
Село је раније звало Усуслу (Усузлу) и било је једно од турских махала (Дуракли, Дересели, Кесмели и Усемли) које су се потом спојиле у једно насеље. Према бугарском географу и историчару, Василу Канчову, у овим махалама је 1900. године живело 550 Турака. Године 1924. турско становништво је принудно исељено у Турску а на њихово место су насељене грчке избегличке породице. На попису из 1928. године Плаја је имала 261 становника.